# Cantonul Entraygues-sur-Truyère
Cantonul Entraygues-sur-Truyère este un canton din arondismentul Rodez, departamentul Aveyron, regiunea Midi-Pyrénées, Franța.

## Comune
- Entraygues-sur-Truyère (reședință)
- Espeyrac
- Le Fel
- Golinhac
- Saint-Hippolyte